# Louis Gros (pilote)
Pour les articles homonymes, voir Louis Gros.
Louis Prosper Gros (24 juillet 1893-3 mars 1973) est un as français de la Première Guerre mondiale, crédité de huit victoires aériennes.
Louis Gros devance son appel au service militaire quelques mois avant le début du conflit. Il sert pendant un an et demi comme artilleur avant de passer dans l'aviation. Au cours de sa carrière de pilote, Gros remporte la majorité de ses victoires contre des Drachens. Ces ballons présentent de grandes cibles fixes, lourdement défendues. 
Après la guerre, il fait brièvement carrière dans l'aviation civile avant de devenir représentant en machines agricoles au Maroc.

## Biographie

### Jeunesse et engagement militaire
Louis Prosper Gros naît à Paris le 24 juillet 1893, dans un milieu modeste. Ses parents, domiciliés au 309 rue Lecourbe, sont tous deux maraîchers. Dans sa jeunesse, il se passionne pour les moteurs de voitures, devient mécanicien et obtient son permis de conduire. Avant son 20e anniversaire, il devance l'appel pour le service militaire en s'engageant pour trois années dans l'armée le 25 mars 1913. Cinq jours plus tard, il est incorporé au 43e régiment d'artillerie de campagne en tant que simple artilleur. Il est employé comme chauffeur.

### Première Guerre mondiale

#### Artilleur
Louis Gros occupe le même poste lorsque la Première Guerre mondiale éclate. Il prend part aux premiers engagements avec son régiment, intégré à la 5e armée qui combat d'abord en Belgique avant de se replier jusqu'à la bataille de la Marne le 5 septembre 1914. Trois jours avant le début de la bataille, Louis Gros est promu brigadier. À la fin du mois, le 25 septembre, il est promu maréchal des logis. Il combat avec son régiment d'artillerie pendant plus d'une année, évitant de connaître les tranchées. Le 11 octobre 1915, alors que son régiment est stationnée à Mareuil dans la Somme, il est blessé au pied droit par un éclat d'obus.
Pendant sa convalescence, Louis Gros lit une note demandant des volontaires pour l'armée de l'air. Il dépose sa candidature le 14 décembre 1915, avec le soutien de ses supérieurs. Elle est acceptée et Louis Gros devient élève-pilote le 25 janvier 1916.

#### Pilote

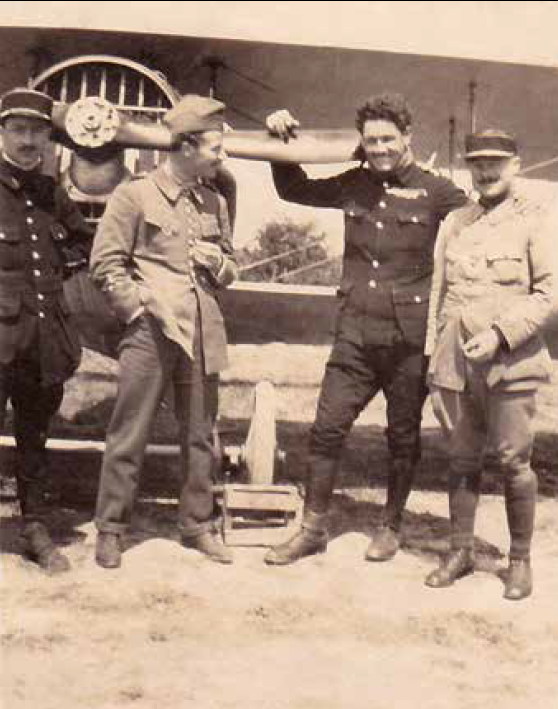
Louis Gros à droite avec les as Michel Coiffard (2e en partant de la droite) et Jacques Ehrlich (3e en partant de la droite) le 15 juillet 1918.

La formation de Louis Gros suit les étapes habituelles des pilotes français : il obtient son brevet de pilote militaire no 3565 sur Farman le 28 mai à Chartres, puis suit un stage complémentaire à l'école d'Avord. Versé dans un groupe d'instruction le 30 août, Louis Gros est envoyé au front le 22 octobre 1916, dans l'escadrille F41, stationnée dans la Somme.
Cette unité de reconnaissance est équipée de biplaces Farman F.40. L'escadrille est partiellement rééquipée de Dorand AR.1 lors de son déplacement vers Sainte-Menehould, dans le secteur de Verdun, le 16 décembre 1916. Elle reçoit plus tard des Salmson-Moineau SM.1, en petit nombre. Louis Gros effectue donc ses premières missions au front avec des F.40. Avec un appareil de ce type, il remporte sa première victoire le 13 avril 1917 : attaqué par trois chasseurs allemands, il dégage son appareil et son mitrailleur abat un poursuivant, entraînant la fuite des deux autres,.
Pour cette première victoire, Louis Gros reçoit la médaille militaire le 5 mai. Jusqu'à la fin de l'année 1917, il effectue des missions de reconnaissance et de guidage d'artillerie. Le 5 novembre, il est promu adjudant. Du 28 décembre 1917 au 6 janvier 1918, Louis Gros suit une brève formation au SPAD pour devenir pilote de chasse. Il est immédiatement affecté à l'escadrille SPA 154 (en), stationnée dans la Somme. Ses missions changent alors d'envergure : l'escadrille, avec les SPA 12, 31 (en) et 59 fait partie du Groupe de combat 11, sous le commandement d'Édouard Duseigneur.

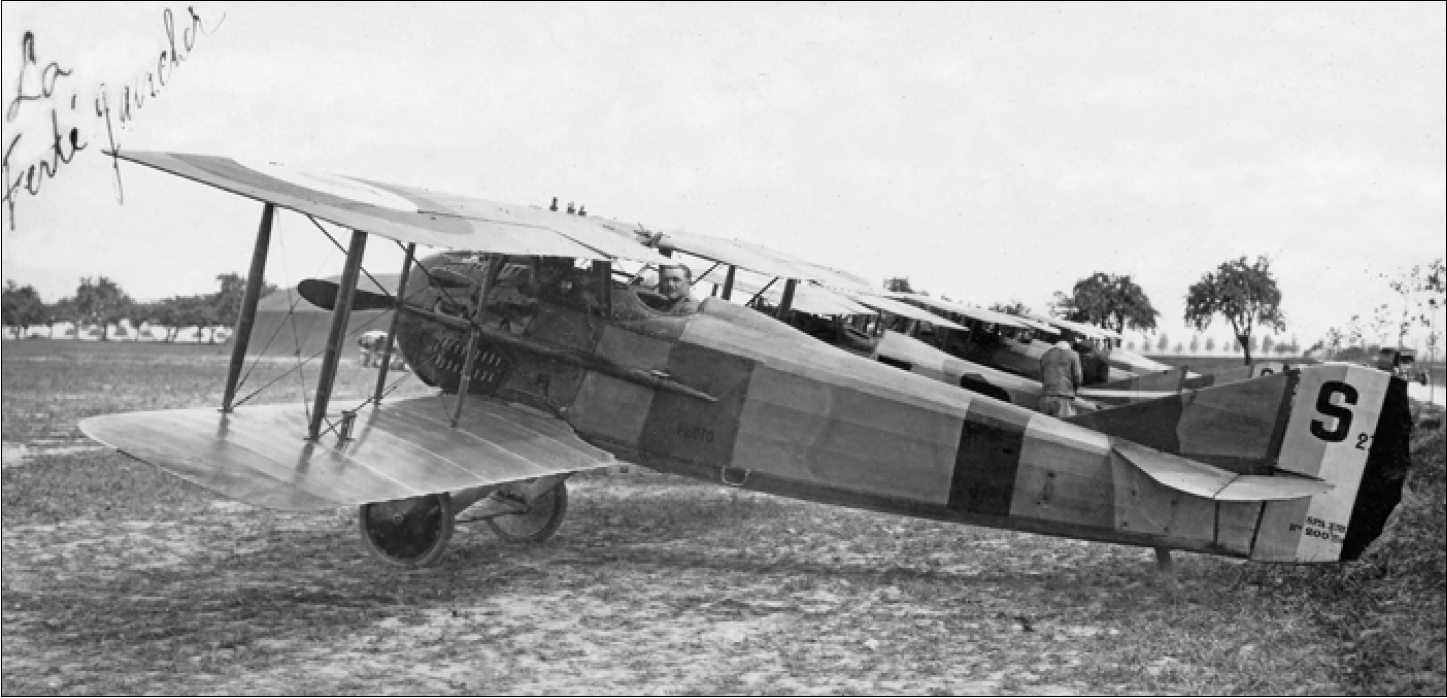
SPAD XIII n°2782 de Louis Prosper Gros à La Ferté-Gaucher le 26 juin 1918. Il remporte 5 victoires à l'étranger sur cet avion de juin à août 1918.

Son chef d'escadrille, le capitaine Auguste Lahoulle, se spécialise à partir du 24 mars 1918 dans des missions dangereuses : des chasses au Drachens. Ces grands ballons captifs suspendus derrière les lignes allemandes servent au guidage d'artillerie. Ils présentent de grandes cibles faciles à abattre avec des munitions incendiaires (qui enflamment l'hydrogène contenu dans le ballon). Ces grandes cibles fixes sont lourdement défendues par la DCA et par la chasse allemande. Elles sont donc dangereuses pour les pilotes. Sous le commandement de Lahoulle, l'escadrille SPA 154 remportent beaucoup de victoires contre des ballons allemands. Après avoir remporté sa deuxième victoire contre un avion allemand, Louis Gros abat quatre ballons entre juin et juillet 1918, devenant donc officiellement un as,. La plupart de ces victoires sont remportées en collaboration avec d'autres as, comme Michel Coiffard, Robert Waddington, Paul Barbreau, Paul Armand Petit, Auguste Lahoulle ou Jacques Ehrlich. Après avoir abattu un avion allemand le 18 juillet, Gros abat un dernier ballon le  le 22 août, pour sa 8e victoire. Il est également promu au grade de sous-lieutenant à titre temporaire à cette période.
Les opérations d'attaques de ballons allemands coûtent cher en vies humaines à la SPA 154. Le capitaine Lahoulle est gravement blessé le 15 juillet 1918 et confie le commandement à Michel Coiffard, tué fin octobre. La plupart des as de l'unité sont tués, blessés ou faits prisonniers. Louis Gros est blessé à la cuisse par une balle venue du sol le 15 septembre 1918. Il ramène son appareil dans les lignes françaises etse pose. Évacué à l'arrière, Louis Gros reste en convalescence jusqu'à la fin de la guerre.
Il reçoit la Légion d’Honneur avant l'armistice.

### Retour à la vie civile
Louis Gros est confirmé dans son grade de sous-lieutenant le 1er mars 1919. Démobilisé le 27 août 1919, il se retire à Asnières-sur-Seine pour y rejoindre sa femme, épousée le 22 avril. Louis Gros trouve un emploi de pilote dans la compagnie aérienne Latécoère, plus tard connue sous le nom de compagnie générale aéropostale, en 1922. Il s'installe à Toulouse et séjourne fréquemment à Casablanca. Gros accumule près de 2 500 heures de vol avec les appareils de la compagnie jusqu'au milieu des années 1920. Il quitte alors le domaine de l'aéronautique pour devenir représentant en machines agricoles à Rabat, au Maroc. Civil, Louis Gros néglige ses périodes d'entraînement dans la réserve de l'armée, ce qui ne l'empêche pas d'être promu lieutenant en 1922 puis capitaine en 1936.
À ce grade, il est mobilisé à nouveau au déclenchement de la Seconde Guerre mondiale et affecté à l'école de pilotage de Meknès. Il est peu apprécié de ses supérieurs en raison de ses manquements à la discipline et de ses prétentions à un traitement particulier en raison de son statut d'as de la précédente guerre mondiale. 
Démobilisé le 4 juillet 1940, Louis Gros rentre à son domicile de Rabat. L'abaissement des limites d'âge pour les grades en 1941 entraîne sa radiation de la réserve de l'Armée de l'air. Il n'a aucune fonction combattante durant la Seconde Guerre mondiale.
Louis Gros rentre en France après la décolonisation du Maroc en 1954. Il s'installe d'abord en Indre-et-Loire puis à Fronton en Haute-Garonne dans les années 1960, où il passe sa retraite jusqu'à sa mort le 3 mars 1973, à 79 ans.